# Чемпіонат світу з легкої атлетики в приміщенні 2018 — 60 метрів (чоловіки)
Змагання з бігу на 60 метрів серед чоловіків на Чемпіонаті світу з легкої атлетики в приміщенні 2018 у Бірмінгемі відбулись 3 березня в Арені Бірмінгем.

## Рекорди
На початок змагань основні рекордні результати були такими:
| WIR | Моріс Грін США       | 6,39 | Мадрид Іспанія | 3 лютого 1998  |
| WIR | Моріс Грін США       | 6,39 | Атланта США    | 3 березня 2001 |
| WIR | Крістіан Коулмен США | 6,34 | Альбукерке США | 18 лютого 2018 |
| CR  | Моріс Грін США       | 6,42 | Маебасі Японія | 7 березня 1999 |
| WL  | Крістіан Коулмен США | 6,34 | Альбукерке США | 18 лютого 2018 |

Під час змагань були показані наступні основні рекордні результати:
| CR | Крістіан Коулмен США | 6,37 | Бірмінгем Велика Британія | 3 березня 2018 |

## Розклад
| Дата           | Час початку | Стадія    |
| -------------- | ----------- | --------- |
| 3 березня 2018 | 10:15       | Забіги    |
| 3 березня 2018 | 19:11       | Півфінали |
| 3 березня 2018 | 21:09       | Фінал     |

Вказаний місцевий час (UTC+0)

## Результати

### Забіги
Умови кваліфікації до наступного раунду: перші троє з кожного забігу (Q) та троє найшвидших за часом з тих, які посіли у забігах місця, починаючи з четвертого (q).
Забіг 1
| Місце | Атлет            | Країна             | Час  | Примітки |
| ----- | ---------------- | ------------------ | ---- | -------- |
| 1     | Крістіан Коулмен | США                | 6,71 | Q        |
| 2     | Одейн Роуз       | Швеція             | 6,75 | Q        |
| 3     | Кім Коллінз      | Сент-Кіттс і Невіс | 6,77 | Q        |
| 4     | Джона Харріс     | Науру              | 7,03 | NIR      |
| 5     | Якоб Ель Аіда    | Мальта             | 7,09 |          |
| 6     | Зденек Стомшик   | Чехія              | 7,41 |          |
|       | Кемар Хайман     | Кайманові Острови  | DQ   |          |

Забіг 2
| Місце | Атлет                         | Країна            | Час  | Примітки |
| ----- | ----------------------------- | ----------------- | ---- | -------- |
| 1     | Су Бінтянь                    | Китай             | 6,59 | Q        |
| 2     | Воррен Фрейзер                | Багамські Острови | 6,71 | Q        |
| 3     | Кіммарі Роуч                  | Ямайка            | 6,71 | Q        |
| 4     | Пітер Емелізе                 | Німеччина         | 6,77 |          |
| 5     | Кестон Бледмен                | Тринідад і Тобаго | 6,79 |          |
| 6     | Хуан Карлос Родрігез Маррокін | Іспанія           | 7,03 | NIR      |
| 7     | Хольдер да Сілва              | Гвінея-Бісау      | 7,20 | SB       |

Забіг 3
| Місце | Атлет               | Країна                       | Час  | Примітки |
| ----- | ------------------- | ---------------------------- | ---- | -------- |
| 1     | Ян Волько           | Словаччина                   | 6,66 | Q        |
| 2     | Гассан Тафтян       | Іран                         | 6,74 | Q        |
| 3     | Домінік Залеський   | Чехія                        | 6,74 | Q        |
| 4     | Еммануель Коллендер | Тринідад і Тобаго            | 6,80 | SB       |
| 5     | Сідні Сіаме         | Замбія                       | 6,88 |          |
| 6     | Елвін Марвін Мартін | Федеративні Штати Мікронезії | 7,34 | PB       |
| 7     | Остін Гамільтон     | Швеція                       | 7,35 |          |

Забіг 4
| Місце | Атлет              | Країна             | Час  | Примітки |
| ----- | ------------------ | ------------------ | ---- | -------- |
| 1     | Емре Зафер Барнз   | Туреччина          | 6,58 | Q        |
| 2     | Се Чженьє          | Китай              | 6,62 | Q        |
| 3     | Міхаель Поль       | Німеччина          | 6,73 | Q        |
| 4     | Ендрю Робертсон    | Велика Британія    | 6,74 | q        |
| 5     | Лестер Раян        | Монтсеррат         | 6,90 | PB       |
| 6     | Крістоф Було       | Ліван              | 6,99 |          |
| 7     | Франческо Молінарі | Сан-Марино         | 7,17 |          |
| 8     | Пол Маунікені      | Соломонові Острови | 7,32 | PB       |

Забіг 5
| Місце | Атлет                      | Країна            | Час  | Примітки |
| ----- | -------------------------- | ----------------- | ---- | -------- |
| 1     | Чиджинду Уджа              | Велика Британія   | 6,59 | Q        |
| 2     | Артур Сіссе                | Кот-д'Івуар       | 6,66 | Q        |
| 3     | Шон Сафо-Антві             | Гана              | 6,66 | Q        |
| 4     | Анхель Давід Родрігес      | Іспанія           | 6,71 | q        |
| 5     | Амбдул Карім Ріффайн       | Коморські Острови | 6,88 |          |
| 6     | Шон Гілл                   | Беліз             | 6,96 | PB       |
| 7     | Нік Джуніор Джозеф         | Сент-Люсія        | 7,07 | PB       |
| 8     | Карало Гепоітелото Майбука | Тувалу            | 7,47 | NIR      |

Забіг 6
| Місце | Атлет                | Країна              | Час  | Примітки |
| ----- | -------------------- | ------------------- | ---- | -------- |
| 1     | Бен Юссеф Мейте      | Кот-д'Івуар         | 6,63 | Q        |
| 2     | Ремігіуш Ольшевський | Польща              | 6,65 | Q        |
| 3     | Евертон Кларк        | Ямайка              | 6,70 | Q        |
| 4     | Тосін Огуноде        | Катар               | 6,72 | q        |
| 5     | Ділан Сікобо         | Сейшельські Острови | 6,82 | NIR      |
| 6     | Назмі-Лі Мараї       | Папуа Нова Гвінея   | 7,01 | PB       |
| 7     | Умар Хаям Гамід      | Пакистан            | 7,06 |          |
| 8     | Адель Сесай          | Сьєрра-Леоне        | 7,08 |          |

Забіг 7
| Місце | Атлет                  | Країна            | Час  | Примітки |
| ----- | ---------------------- | ----------------- | ---- | -------- |
| 1     | Ронні Бейкер           | США               | 6,57 | Q        |
| 2     | Абдулла Абкар Мохаммед | Саудівська Аравія | 6,62 | Q        |
| 3     | Жан-Ян де Грас         | Маврикій          | 6,78 | Q        |
| 4     | Ерік Крей              | Філіппіни         | 6,81 |          |
| 5     | Сібусісо Маценжва      | Свазіленд         | 6,82 | NIR      |
|       | Ендрю Фішер            | Бахрейн           | DNS  |          |
|       | Абдур Руф              | Бахрейн           | DNS  |          |

### Півфінали
Умови кваліфікації до наступного раунду: перші двоє з кожного забігу (Q) та двоє найшвидших за часом з тих, які посіли у забігах місця, починаючи з третього (q).
Забіг 1
| Місце | Атлет                 | Країна          | Час  | Примітки |
| ----- | --------------------- | --------------- | ---- | -------- |
| 1     | Су Бінтянь            | Китай           | 6,52 | Q        |
| 2     | Шон Сафо-Антві        | Гана            | 6,59 | Q, SB    |
| 3     | Артур Сіссе           | Кот-д'Івуар     | 6,59 |          |
| 4     | Евертон Кларк         | Ямайка          | 6,63 |          |
| 5     | Ремігіуш Ольшевський  | Польща          | 6,65 |          |
| 6     | Анхель Давід Родрігес | Іспанія         | 6,67 |          |
| 7     | Жан-Ян де Грас        | Маврикій        | 6,83 |          |
|       | Чиджинду Уджа         | Велика Британія | DQ   |          |

Забіг 2
| Місце | Атлет            | Країна             | Час  | Примітки |
| ----- | ---------------- | ------------------ | ---- | -------- |
| 1     | Крістіан Коулмен | США                | 6,45 | Q        |
| 2     | Се Чженьє        | Китай              | 6,57 | Q        |
| 3     | Емре Зафер Барнз | Туреччина          | 6,58 | q        |
| 4     | Бен Юссеф Мейте  | Кот-д'Івуар        | 6,59 |          |
| 5     | Кіммарі Роуч     | Ямайка             | 6,65 |          |
| 6     | Одейн Роуз       | Швеція             | 6,74 |          |
| 7     | Тосін Огуноде    | Катар              | 6,77 |          |
|       | Кім Коллінз      | Сент-Кіттс і Невіс | DNS  |          |

Забіг 3
| Місце | Атлет                  | Країна            | Час  | Примітки |
| ----- | ---------------------- | ----------------- | ---- | -------- |
| 1     | Ронні Бейкер           | США               | 6,52 | Q        |
| 2     | Гассан Тафтян          | Іран              | 6,57 | Q        |
| 3     | Ян Волько              | Словаччина        | 6,58 | q        |
| 4     | Абдулла Абкар Мохаммед | Саудівська Аравія | 6,63 |          |
| 5     | Ендрю Робертсон        | Велика Британія   | 6,63 |          |
| 6     | Воррен Фрейзер         | Багамські Острови | 6,66 | SB       |
| 7     | Домінік Залеський      | Чехія             | 6,67 |          |
| 8     | Міхаель Поль           | Німеччина         | 6,71 |          |

### Фінал
| Місце | Атлет            | Країна     | Час  | Примітки |
| ----- | ---------------- | ---------- | ---- | -------- |
| 1     | Крістіан Коулмен | США        | 6,37 | CR       |
| 2     | Су Бінтянь       | Китай      | 6,42 | AIR      |
| 3     | Ронні Бейкер     | США        | 6,44 |          |
| 4     | Се Чженьє        | Китай      | 6,52 | SB       |
| 5     | Гассан Тафтян    | Іран       | 6,53 |          |
| 6     | Ян Волько        | Словаччина | 6,59 |          |
| 7     | Шон Сафо-Антві   | Гана       | 6,60 |          |
| 8     | Емре Зафер Барнз | Туреччина  | 6,64 |          |